# Südpirkanmaa

Lage von Südpirkanmaa

Die Verwaltungsgemeinschaft Südpirkanmaa (finnisch Etelä-Pirkanmaan seutukunta) ist eine von sechs Verwaltungsgemeinschaften (seutukunta) der finnischen Landschaft Pirkanmaa. Insgesamt leben 42.395 Menschen in Südpirkanmaa (Stand 2006).
Zu der Verwaltungsgemeinschaft gehören die folgenden drei Städte und Gemeinden:
- Akaa
- Urjala
- Valkeakoski

Bis zu ihrer Eingemeindung nach Akaa am 1. Januar 2011 gehörte Kylmäkoski als vierte Gemeinde zur Verwaltungsgemeinschaft Südpirkanmaa.